# Lestodiplosis miastoris
Lestodiplosis miastoris är en tvåvingeart som beskrevs av Jean-Jacques Kieffer 1913. Lestodiplosis miastoris ingår i släktet Lestodiplosis och familjen gallmyggor.
Artens utbredningsområde är Frankrike. Inga underarter finns listade i Catalogue of Life.